# Promachus bifasciatus
Promachus bifasciatus là một loài ruồi trong họ Asilidae. Promachus bifasciatus được Macquart miêu tả năm 1838.